# Pinhalão
Pinhalão ist ein brasilianisches Munizip im Nordosten des Bundesstaats Paraná. Es hat 6.566 Einwohner (2022), die sich Pinhalenser nennen. Seine Fläche beträgt 221 km². Es liegt 591 Meter über dem Meeresspiegel.

## Etymologie
Als im Zuge des Eisenbahnbaus die ersten Bewohner kamen, gab es hier noch viele Araukarien, portugiesisch Pinheiros. Das ganze Gebiet bestand aus riesigen Pinienwäldern. Pinhalão ist die portugiesische Vergrößerungsform von Pinhal, bedeutet also Großer Pinienwald. Es bürgerte sich zunehmend der Begriff Patrimônio do Pinhalão als Bezeichnung für den Platz am Kilometer 51 der Eisenbahnstrecke ein.

## Geschichte

### Besiedlung
Mitte 1921 baute die Eisenbahngesellschaft Rede Ferroviária Federal S/A die Eisenbahnlinie Ramal do Rio do Peixe, die das Munizip Tomazina von Osten nach Westen durchschneidet. Die Linie diente dem Zweck, die wertvolle Steinkohle aus den Gruben von Cambuí und Figueira, die damals zum Munizip Curiúva gehörten, zu den großen brasilianischen Zentren zu transportieren.
Bei Kilometer 51 der Strecke ab Wenceslau Braz wurde ein Bahnhof gebaut, der für das Rangieren der Lokomotiven sowie für die Lagerung von Schwellen, Material und Gütern notwendig war.
Kilometer 51 befand sich auf dem Land von Geraldo Vieira da Fonseca und seiner Frau Ana Vieira. Aufgrund seiner Fruchtbarkeit und seines Wildreichtums zog das Land junge Abenteurer an. Sie begannen mit dem Anbau von Futterpflanzen für Mastschweine, die per Eisenbahn leicht zum Verkauf nach Jaguariaíva transportiert werden konnten.

### Erhebung zum Munizip
Pinhalão wurde durch das Staatsgesetz Nr. 790 vom 14. November 1951 in den Rang eines Munizips erhoben. Es wurde am 14. Dezember 1952 als Munizip installiert.

## Geografie

### Fläche und Lage
Pinhalão liegt auf dem Segundo Planalto Paranaense (der Zweiten oder Ponta-Grossa-Hochebene von Paraná). Seine Fläche beträgt 221 km². Es liegt auf einer Höhe von 591 Metern.

### Vegetation
Das Biom von Pinhalão ist Mata Atlântica.

### Klima
Das Klima ist gemäßigt warm. Es werden hohe Niederschlagsmengen verzeichnet (1308 mm pro Jahr). Die Klimaklassifikation nach Köppen und Geiger lautet Cfa. Im Jahresdurchschnitt liegt die Temperatur bei 20,4 °C.

### Gewässer
Pinhalão liegt im Einzugsgebiet des Rio das Cinzas. Dieser bildet die südöstliche Grenze des Munizips zu Tomazina. Der Ribeirão Grande fließt durch die Kernstadt und mündet von rechts in den Rio das Cinzas. Der Ribeirão Anta Brava, auch Ribeirão do Café genannt, bildet die südliche Grenze zum Munizip Arapoti. Weitere Gewässer sind der Rio Taquara, der Ribeirão Duas Barras, der Ribeirão do Saltinho, der Ribeirão Bonito, der Ribeirão da Campina, der Ribeirão do Lajeado, der Ribeirão do Lajeadinho, der Ribeirão da Água Fria und der Ribeirão da Pedrilha.

### Straßen
Pinhalão ist über die BR-272 mit Ibaiti und Japira im Westen und mit Tomazina und Siqueira Campos im Osten verbunden.

### Nachbarmunizipien
|        | Jaboti                                      |          |
| Japira | Kompassrose, die auf Nachbargemeinden zeigt | Tomazina |
| Ibaiti | Arapoti                                     |          |

## Stadtverwaltung
Bürgermeister: Dionisio Arrais de Alencar, DEM (2021–2024)
Vizebürgermeister: Pablo Vanzelli Moreira, DEM (2021–2024)

## Demografie

### Bevölkerungsentwicklung
| Jahr | Einwohner | Stadt | Land |
| ---- | --------- | ----- | ---- |
| 1960 | 9.176     | 14 %  | 86 % |
| 1970 | 7.976     | 22 %  | 78 % |
| 1980 | 7.268     | 28 %  | 72 % |
| 1991 | 5.728     | 47 %  | 53 % |
| 2000 | 6.217     | 57 %  | 43 % |
| 2010 | 6.215     | 63 %  | 37 % |
| 2022 | 6.566     |       |      |

Quelle: IBGE (2011) und Volkszählung 2022

### Ethnische Zusammensetzung
| Gruppe * | 1991    | 2000    | 2010    | wer sich als …                                                                   |
| --- | ------- | ------- | ------- | -------------------------------------------------------------------------------- |
| Weiße | 78,9 %  | 78,4 %  | 73,2 %  | weiß bezeichnet                                                                  |
| Schwarze | 4,5 %   | 2,5 %   | 4,3 %   | schwarz bezeichnet                                                               |
| Gelbe | 0,0 %   | 0,1 %   | 0,4 %   | von fernöstlicher Herkunft wie japanisch, chinesisch, koreanisch etc. bezeichnet |
| Braune | 16,4 %  | 19,1 %  | 22,0 %  | braun oder als Mischung aus mehreren Gruppen bezeichnet                          |
| Indigene | 0,0 %   | 0,0 %   | 0,0 %   | Ureinwohner oder Indio bezeichnet                                                |
| ohne Angabe | 0,2 %   | 0,0 %   | 0,0 %   |                                                                                  |
| Gesamt | 100,0 % | 100,0 % | 100,0 % |                                                                                  |
| *) Das IBGE verwendet für Volkszählungen ausschließlich diese fünf Gruppen. Es verzichtet bewusst auf Erläuterungen. Die Zugehörigkeit wird vom Einwohner selbst festgelegt. |         |         |         |                                                                                  |

Quelle: IBGE (Stand: 1991, 2000 und 2010)